# So Yi-hyun
.
So Yi-hyun, nome artístico de Jo Woo-jung (Jeonju, 28 de agosto de 1984), é uma atriz sul-coreana. Ela é bastante conhecida por ter atuado em Hyena, Assorted Gems, Gloria, Heartstrings, Glowing She, Cheongdam-dong Alice e Who Are You?.